# محمد جوى زين العادلين معظم شاه الأول
بادوكا سري السلطان محمد جوى زين العادلين معظم شاه الأول بن السلطان عطا الله محمد شاه الأول (توفي 15 يونيو 1506) كان السلطان التاسع لسلطنة قدح. امتد عهده من 1473 إلى 1506 وتميز بالإصلاح في توسع الأراضي وتشجيع استخدام الذهب والفضة في نظام المقايضة.